# 李長泰

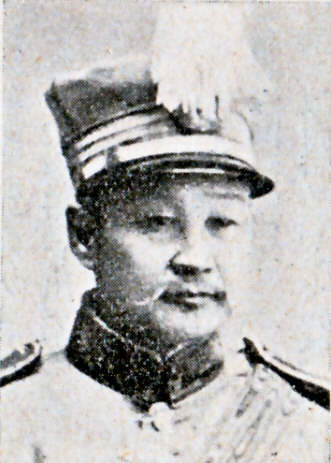

李长泰（1862年—1922年），字階平，直隷省順天府武清县人，清末民初军事将领。

## 生平
李长泰毕业于天津武備学堂，1895年（光緒21年）加入新建陸軍。此後。历任工程营管带、工兵参領、北洋第六鎮協統。
中華民国成立後的1912年（民国元年），署理直隷省大名鎮总兵。翌年，转任冀南鎮守使。1914年（民国3年）9月，任陆军第八師師長。1915年12月袁世凱称帝，李长泰获授三等男爵。
1917年（民国6年）7月初，张勋拥溥仪复辟，段祺瑞任命李长泰为讨逆军東路副司令，讨伐张勋。张勋被打败，段祺瑞夺回北京后，8月11日，李长泰获任命为步軍統領。1919年（民国8年）5月辞職，此後寓居天津。1919年5月21日，获将军府授“泰威将军”。
1922年（民国11年），李长泰逝世。享年61岁。